# Таємне життя Волтера Мітті (фільм, 2013)
«Таємне життя Волтера Мітті» (англ. The Secret Life of Walter Mitty) — американський пригодницький комедійно-драматичний фільм режисера, продюсера і головного актора Бена Стіллера, що вийшов 2013 року з Крістен Віґ і Ширлі Маклейн у головних ролях. Стрічку знято за однойменним романом Джеймса Тербера, як і однойменний фільм 1947 року.
Сценаристом був Стів Конрад, продюсерами — Стюарт Корнфельд, Семюел Ґолдвін-молодший і Джон Ґолдвін. Уперше фільм продемонстрували 5 жовтня 2013 року у США на Нью-Йоркському кінофестивалі. В Україні у кінопрокаті прем'єра фільму відбулася 9 січня 2014 року.

## Сюжет
Сюжет оповідання перенесено у XXI століття, сучасну дійсність. Волтер Мітті — менеджер відділу фотонегативів у журналі Life. Він рано втратив батька і у нього залишилися мати і дещо своєрідна сестра. Його робота — суцільна рутина, хоча в своїх мріях він тікає дуже далеко. Волтер переживає фантастичні пригоди, уявляє себе космонавтом, мандрівником або чарівним Казановою. Він таємно закоханий у свою нову колегу, бухгалтерку Шеріл Мелгоф, але не наважується зробити перший крок, тільки про це мріючи.
Власниками журналу прийнято рішення про те, що прийдешній випуск буде останнім друкованим, надалі журнал буде лише в цифровому варіанті. Як наслідок, наближаються великі зрушення. На останню друковану обкладинку має піти обрана світлина Шона О'Коннела, який є найкращим світлярем журналу, що досі знімає на плівку. Але в надісланих негативах не вистачає саме цього унікального кадру. Єдиний шанс знайти знимку — віднайти самого Шона. Волтер зважується вирушити у довгу подорож: до Ґренландії, Ісландії та Гімалаїв. Зі світу мрій, Волтер поринає у реальність і поступово дізнається, що таке життя.

## У ролях
| Актор           | Роль                             |
| --------------- | -------------------------------- |
| Бен Стіллер     | Волтер Мітті                     |
| Крістен Віґ     | Шеріл Мелгоф                     |
| Ширлі Маклейн   | Една Мітті                       |
| Адам Скотт      | Тед Гендрікс                     |
| Кетрін Ган      | Одесса Мітті                     |
| Освальт Паттон  | Тодд Махер адмін сайту знайомств |
| Адріан Мартінес | Ернандо                          |
| Шон Пенн        | Шон О'Коннел фотокореспондент    |
| Конан О'Браєн   | у ролі самого себе               |

## Сприйняття

### Критика
Фільм отримав змішані відгуки: Rotten Tomatoes дав оцінку 48 % на основі 162 відгуків від критиків (середня оцінка 5,9/10) і 79 % від глядачів із середньою оцінкою 3,9/5 (42,874 голоси). Загалом на сайті фільм має змішаний рейтинг, фільму присуджений «гнилий помідор» від кінокритиків, проте «попкорн» від глядачів, Internet Movie Database — 7,7/10 (31 389 голосів), Metacritic — 54/100 (39 відгуків критиків) і 7,8/10 від глядачів (140 голосів). Загалом на цьому ресурсі від критиків фільм отримав змішані відгуки, а від глядачів — позитивні.

### Касові збори
Під час показу у США, що розпочався 25 грудня 2013 року, упродовж першого тижня фільм був показаний у 2,909 кінотеатрах і зібрав 12,765,508 $, що на той час дозволило йому зайняти 7 місце серед усіх прем'єр. Загалом, у міжнародному прокаті фільм зібрав $188.5 млн, при бюджеті $90 млн.

### Нагороди і номінації[10]
| Рік  | Нагорода                          | Категорія                       | Номінант                                            | Результат  |
| ---- | --------------------------------- | ------------------------------- | --------------------------------------------------- | ---------- |
| 2013 | Key Art Awards                    | Найкраща аудіо/відео техніка    | Of Monsters and Men, Twentieth Century Fox, Transit | Перемога   |
| 2013 | Key Art Awards                    | Найкращий трейлер — аудіо/відео | Девід Расселл                                       | 2-ге місце |
| 2013 | Національна рада кінокритиків США | Найкращі десять фільмів         | стрічка                                             | Перемога   |
| 2013 | Нью-Йоркський кінофестиваль       | Найкращий фільм                 | Бен Стіллер                                         | Номінація  |
|      | Премія «Сатурн»                   | Найкращий фентезійний фільм     | Таємне життя Волтера Мітті                          | Номінація  |

### Виноски
1. 1 2  The Secret Life of Walter Mitty: Release Info (англ.). Internet Movie Database. Архів оригіналу за 19 грудня 2013. Процитовано 10 січня 2014.
2. 1 2  Таємне життя Уолтера Мітті. Kino-teatr.ua. Архів оригіналу за 8 січня 2014. Процитовано 10 січня 2014.
3. 1 2  The Secret Life of Walter Mitty (англ.). Internet Movie Database. Архів оригіналу за 11 січня 2014. Процитовано 10 січня 2014.
4. 1 2  The Secret Life of Walter Mitty. The Numbers. Nash Information Services, LLC. Архів оригіналу за 1 липня 2016. Процитовано 14 липня 2016.
5. ↑  The Secret Life of Walter Mitty (англ.). AllMovie. Архів оригіналу за 24 лютого 2014. Процитовано 10 січня 2014.
6. 1 2  The Secret Life of Walter Mitty: Full Cast & Crew (англ.). Internet Movie Database. Архів оригіналу за 26 грудня 2013. Процитовано 10 січня 2014.
7. ↑  Mike Flaming Jr. (7 квітня 2011). Ben Stiller Turns Fox’s ‘Walter Mitty’ Reboot From Daydream To Reality (англ.). Deadline.com. Архів оригіналу за 16 січня 2014. Процитовано 10 січня 2014.
8. ↑  The Secret Life Of Walter Mitty (англ.). Rotten Tomatoes. Архів оригіналу за 10 січня 2014. Процитовано 10 січня 2014.
9. ↑  The Secret Life of Walter Mitty (англ.). Metacritic. Архів оригіналу за 9 січня 2014. Процитовано 10 січня 2014.
10. ↑  The Secret Life of Walter Mitty: Awards (англ.). Internet Movie Database. Архів оригіналу за 28 грудня 2013. Процитовано 10 січня 2014.